# 毛前胡
毛前胡（学名：Peucedanum pubescens）是伞形科前胡属的植物，为中国的特有植物。分布在中国大陆的 云南省、四川省等地，生长于海拔1,900米至3,000米的地区，多生长在山坡草丛中，目前已由人工引种栽培。